# Gran Premio motociclistico del Portogallo 2008
Il Gran Premio motociclistico del Portogallo 2008 corso il 13 aprile, è stato il terzo Gran Premio della stagione 2008 e ha registrato la vittoria: della Yamaha di Jorge Lorenzo in MotoGP, di Álvaro Bautista nella classe 250 e di Simone Corsi nella classe 125.

## MotoGP

### Arrivati al traguardo
| Pos | Nº | Pilota           | Squadra                 | Motocicletta | Giri | Tempo     | Griglia | Punti |
| --- | -- | ---------------- | ----------------------- | ------------ | ---- | --------- | ------- | ----- |
| 1   | 48 | Jorge Lorenzo    | Fiat Yamaha             | Yamaha       | 28   | 45:53.089 | 1       | 25    |
| 2   | 2  | Daniel Pedrosa   | Repsol Honda            | Honda        | 28   | +1.817    | 2       | 20    |
| 3   | 46 | Valentino Rossi  | Fiat Yamaha             | Yamaha       | 28   | +12.723   | 3       | 16    |
| 4   | 5  | Colin Edwards    | Tech 3 Yamaha           | Yamaha       | 28   | +17.223   | 5       | 13    |
| 5   | 21 | John Hopkins     | Kawasaki Racing         | Kawasaki     | 28   | +23.752   | 10      | 11    |
| 6   | 1  | Casey Stoner     | Ducati Marlboro         | Ducati       | 28   | +26.688   | 9       | 10    |
| 7   | 52 | James Toseland   | Tech 3 Yamaha           | Yamaha       | 28   | +32.631   | 6       | 9     |
| 8   | 7  | Chris Vermeulen  | Rizla Suzuki            | Suzuki       | 28   | +36.382   | 13      | 8     |
| 9   | 65 | Loris Capirossi  | Rizla Suzuki            | Suzuki       | 28   | +38.268   | 12      | 7     |
| 10  | 56 | Shin'ya Nakano   | San Carlo Honda Gresini | Honda        | 28   | +39.476   | 11      | 6     |
| 11  | 15 | Alex De Angelis  | San Carlo Honda Gresini | Honda        | 28   | +1:01.306 | 16      | 5     |
| 12  | 24 | Toni Elías       | Alice Team              | Ducati       | 28   | +1:03.867 | 14      | 4     |
| 13  | 33 | Marco Melandri   | Ducati Marlboro         | Ducati       | 28   | +1:09.525 | 17      | 3     |
| 14  | 50 | Sylvain Guintoli | Alice Team              | Ducati       | 28   | +1:09.634 | 18      | 2     |
| 15  | 14 | Randy de Puniet  | LCR Honda               | Honda        | 28   | +1:11.542 | 8       | 1     |
| 16  | 13 | Anthony West     | Kawasaki Racing         | Kawasaki     | 28   | +1:23.629 | 15      |       |

### Ritirati
| Nº | Pilota           | Squadra       | Motocicletta | Giri | Griglia |
| -- | ---------------- | ------------- | ------------ | ---- | ------- |
| 69 | Nicky Hayden     | Repsol Honda  | Honda        | 16   | 4       |
| 4  | Andrea Dovizioso | JiR Team Scot | Honda        | 15   | 7       |

## Classe 250

### Arrivati al traguardo
| Pos | Nº | Pilota              | Squadra                    | Motocicletta | Giri | Tempo     | Griglia | Punti |
| --- | -- | ------------------- | -------------------------- | ------------ | ---- | --------- | ------- | ----- |
| 1   | 19 | Álvaro Bautista     | Mapfre Aspar               | Aprilia      | 26   | 44:34.257 | 2       | 25    |
| 2   | 58 | Marco Simoncelli    | Metis Gilera               | Gilera       | 26   | +7.050    | 1       | 20    |
| 3   | 36 | Mika Kallio         | Red Bull KTM               | KTM          | 26   | +7.063    | 4       | 16    |
| 4   | 12 | Thomas Lüthi        | Emmi - Caffe Latte         | Aprilia      | 26   | +12.998   | 8       | 13    |
| 5   | 4  | Hiroshi Aoyama      | Red Bull KTM               | KTM          | 26   | +14.666   | 6       | 11    |
| 6   | 72 | Yūki Takahashi      | JiR Team Scot              | Honda        | 26   | +18.498   | 5       | 10    |
| 7   | 60 | Julián Simón        | Repsol KTM                 | KTM          | 26   | +26.812   | 11      | 9     |
| 8   | 21 | Héctor Barberá      | Toth Aprilia               | Aprilia      | 26   | +28.012   | 9       | 8     |
| 9   | 55 | Héctor Faubel       | Mapfre Aspar               | Aprilia      | 26   | +28.288   | 10      | 7     |
| 10  | 52 | Lukáš Pešek         | Auto Kelly - CP            | Aprilia      | 26   | +36.966   | 12      | 6     |
| 11  | 41 | Aleix Espargaró     | Lotus Aprilia              | Aprilia      | 26   | +38.296   | 13      | 5     |
| 12  | 25 | Alex Baldolini      | Matteoni Racing            | Aprilia      | 26   | +52.070   | 14      | 4     |
| 13  | 14 | Ratthapark Wilairot | Thai Honda PTT SAG         | Honda        | 26   | +1:13.303 | 17      | 3     |
| 14  | 90 | Federico Sandi      | Zongshen Team of China     | Aprilia      | 26   | +1:17.592 | 20      | 2     |
| 15  | 50 | Eugene Laverty      | Blusens Aprilia            | Aprilia      | 26   | +1:21.363 | 21      | 1     |
| 16  | 17 | Karel Abraham       | Cardion AB Motoracing      | Aprilia      | 26   | +1:26.355 | 16      |       |
| 17  | 54 | Manuel Poggiali     | Campetella Racing          | Gilera       | 26   | +1:27.438 | 15      |       |
| 18  | 10 | Imre Tóth           | Toth Aprilia               | Aprilia      | 25   | +1 giro   | 22      |       |
| 19  | 45 | Doni Tata Pradita   | Yamaha Pertamina Indonesia | Yamaha       | 25   | +1 giro   | 23      |       |

### Ritirati
| Nº | Pilota            | Squadra                | Motocicletta | Giri | Griglia |
| -- | ----------------- | ---------------------- | ------------ | ---- | ------- |
| 15 | Roberto Locatelli | Metis Gilera           | Gilera       | 23   | 15      |
| 75 | Mattia Pasini     | Polaris World          | Aprilia      | 20   | 3       |
| 7  | Russell Gómez     | Blusens Aprilia        | Aprilia      | 11   | 24      |
| 32 | Fabrizio Lai      | Campetella Racing      | Gilera       | 4    | 18      |
| 6  | Alex Debón        | Lotus Aprilia          | Aprilia      | 3    | 7       |
| 89 | Ho Wan Chow       | Zongshen Team of China | Aprilia      | 1    | 25      |

### Non qualificato
| Nº | Pilota         | Squadra             | Motocicletta |
| -- | -------------- | ------------------- | ------------ |
| 91 | Sergio Batista | Paddock Competicoes | Honda        |

## Classe 125

### Arrivati al traguardo
| Pos | Nº | Pilota             | Squadra                   | Motocicletta | Giri | Tempo     | Griglia | Punti |
| --- | -- | ------------------ | ------------------------- | ------------ | ---- | --------- | ------- | ----- |
| 1   | 24 | Simone Corsi       | Jack & Jones WRB          | Aprilia      | 23   | 40:56.168 | 1       | 25    |
| 2   | 6  | Joan Olivé         | Belson Derbi              | Derbi        | 23   | +0.299    | 6       | 20    |
| 3   | 18 | Nicolás Terol      | Jack & Jones WRB          | Aprilia      | 23   | +6.355    | 3       | 16    |
| 4   | 51 | Stevie Bonsey      | Degraaf Grand Prix        | Aprilia      | 23   | +14.973   | 3       | 13    |
| 5   | 99 | Danny Webb         | Degraaf Grand Prix        | Aprilia      | 23   | +15.532   | 4       | 11    |
| 6   | 1  | Gábor Talmácsi     | Bancaja Aspar             | Aprilia      | 23   | +15.868   | 9       | 10    |
| 7   | 63 | Mike Di Meglio     | Ajo Motorsport            | Derbi        | 23   | +15.875   | 8       | 9     |
| 8   | 17 | Stefan Bradl       | Grizzly Gas Kiefer Racing | Aprilia      | 23   | +17.887   | 7       | 8     |
| 9   | 33 | Sergio Gadea       | Bancaja Aspar             | Aprilia      | 23   | +18.123   | 5       | 7     |
| 10  | 11 | Sandro Cortese     | Emmi - Caffe Latte        | Aprilia      | 23   | +22.613   | 20      | 6     |
| 11  | 29 | Andrea Iannone     | I.C. Team                 | Aprilia      | 23   | +27.490   | 12      | 5     |
| 12  | 77 | Dominique Aegerter | Ajo Motorsport            | Derbi        | 23   | +27.544   | 19      | 4     |
| 13  | 44 | Pol Espargaró      | Belson Derbi              | Derbi        | 23   | +28.370   | 21      | 3     |
| 14  | 60 | Michael Ranseder   | I.C. Team                 | Aprilia      | 23   | +28.417   | 22      | 2     |
| 15  | 7  | Efrén Vázquez      | Blusens Aprilia Junior    | Aprilia      | 23   | +32.713   | 15      | 1     |
| 16  | 71 | Tomoyoshi Koyama   | ISPA KTM Aran             | KTM          | 23   | +34.002   | 11      |       |
| 17  | 27 | Stefano Bianco     | S3+ WTR San Marino        | Aprilia      | 23   | +47.698   | 17      |       |
| 18  | 93 | Marc Márquez       | Repsol KTM                | KTM          | 23   | +51.637   | 26      |       |
| 19  | 73 | Takaaki Nakagami   | I.C. Team                 | Aprilia      | 23   | +51.679   | 24      |       |
| 20  | 5  | Alexis Masbou      | Loncin Racing             | Loncin       | 23   | +51.717   | 25      |       |
| 21  | 45 | Scott Redding      | Blusens Aprilia Junior    | Aprilia      | 23   | +1:07.908 | 10      |       |
| 22  | 30 | Pere Tutusaus      | Bancaja Aspar             | Aprilia      | 23   | +1:15.894 | 23      |       |
| 23  | 13 | Dino Lombardi      | BQR Blusens               | Aprilia      | 23   | +1:19.975 | 33      |       |
| 24  | 95 | Robert Mureșan     | Grizzly Gas Kiefer Racing | Aprilia      | 23   | +1:39.194 | 30      |       |
| 25  | 36 | Cyril Carrillo     | FFM Honda GP 125          | Honda        | 23   | +1:39.218 | 34      |       |
| 26  | 14 | Axel Pons          | Jack & Jones WRB          | Aprilia      | 23   | +1:43.956 | 32      |       |
| 27  | 76 | Iván Maestro       | Hune Matteoni             | Aprilia      | 22   | +1 giro   | 31      |       |
| 28  | 37 | Karel Pešek        | Czech Road Racing JNR.    | Aprilia      | 22   | +1 giro   | 36      |       |

### Ritirati
| Nº | Pilota            | Squadra            | Motocicletta | Giri | Griglia |
| -- | ----------------- | ------------------ | ------------ | ---- | ------- |
| 38 | Bradley Smith     | Polaris World      | Aprilia      | 12   | 13      |
| 8  | Lorenzo Zanetti   | ISPA KTM Aran      | KTM          | 12   | 28      |
| 22 | Pablo Nieto       | Onde 2000 KTM      | KTM          | 11   | 14      |
| 16 | Jules Cluzel      | Loncin Racing      | Loncin       | 8    | 27      |
| 12 | Esteve Rabat      | Repsol KTM         | KTM          | 7    | 18      |
| 35 | Raffaele De Rosa  | Onde 2000 KTM      | KTM          | 6    | 16      |
| 56 | Hugo van den Berg | Degraaf Grand Prix | Aprilia      | 0    | 29      |

### Non partito
| Nº | Pilota              | Squadra         | Motocicletta | Griglia |
| -- | ------------------- | --------------- | ------------ | ------- |
| 19 | Roberto Lacalendola | Matteoni Racing | Aprilia      | 35      |

### Non qualificato
| Nº | Pilota      | Squadra          | Motocicletta |
| -- | ----------- | ---------------- | ------------ |
| 69 | Louis Rossi | FFM Honda GP 125 | Honda        |